# ハローフレッシュ
ハローフレッシュ（HelloFresh SE）は、オンライン食材キット宅配サービスを提供する多国籍企業。ドイツ・ベルリンに本社を置き、欧米豪を中心に世界10カ国以上でウェブサイトおよびモバイルアプリケーションを運営している。フランクフルト証券取引所上場企業（FWB: HFG）。

## 沿革
2011年11月、ゴールドマン・サックスのロンドン支店に勤務していたドミニク・リヒター（Dominik Richter）が、トーマス・グリーゼル（Thomas Griesel）およびジェシカ・ニルソン（Jessica Nilsson）と共にベルリンで起業した。設立当初から国際規模での事業展開を志向し、アメリカ合衆国の競合に対抗する必要から、ニュージャージー州に配送センターを立ち上げ、2013年3月よりアメリカでの事業を開始した。2015年前半までにテキサス州およびカリフォルニア州に大規模な配送センターが増設され、アメリカ本土すべての州で、ハローフレッシュのサービスが利用可能となった。
リヒターのビジネスの才覚はドイツのベンチャーキャピタルのロケット・インターネット（Rocket Internet）に評価され、設立時から資金を獲得、リヒターの勤めていた投資銀行およびコンサルティング企業の人脈とベンチャーキャピタルの人脈を巻き込む形で会社は成長し、2014年6月、ニューヨークのベンチャーキャピタルのInsight Partnersから新たに5,000万ドルの出資を得た。続いて2015年2月、ロケット・インターネットは約1億3千万ユーロを出資し、ハローフレッシュの株式の過半数を保有した。2017年11月に株式公開企業となり、以降はロケット・インターネットの保有株式の売却が進められ、2019年までに全株式が売却された。
2018年3月にデンバーを拠点とする同業Green Chefを買収、同年10月カナダ・トロントを拠点とする同業Chefs Plateを買収し、それぞれ子会社とした。
ハローフレッシュの宅配サービスは、ドイツ、オーストリア、スイス、オランダ、ベルギー、ルクセンブルク、デンマーク、スウェーデン、フランス、イギリス、カナダ、アメリカ合衆国、オーストラリア、ニュージーランドの各地域で利用することができる。この他サブブランドとしてGreen Chef、Every Plate、Chefs Plateを運営している。

## 日本における展開
2021年に日本法人「ハローフレッシュ・ジャパン合同会社」が東京（虎ノ門）に設立、2022年4月19日、日本で宅配サービスを開始した。同年8月26日から北海道および九州でのサービスを開始し、沖縄・離島を除く日本全国に拡大したが、国内の同業他社との競争激化で事業展開が進まなかったため、同年12月31日をもって日本から撤退した。
ハローフレッシュ・ジャパンは2023年1月17日に解散を決議。同年9月27日に東京地方裁判所から破産手続開始決定を受けた。負債総額は約30億3900万円。